# Шкудла
Шкудла (пол. Szkudła) — село в Польщі, у гміні Голухув Плешевського повіту Великопольського воєводства.
Населення — 374 особи (2011).
У 1975-1998 роках село належало до Каліського воєводства.

## Демографія
Демографічна структура станом на 31 березня 2011 року:
|          | Загалом | Допрацездатний вік | Працездатний вік | Постпрацездатний вік |
| -------- | ------- | ------------------ | ---------------- | -------------------- |
| Чоловіки | 182     | 34                 | 134              | 14                   |
| Жінки    | 192     | 46                 | 116              | 30                   |
| Разом    | 374     | 80                 | 250              | 44                   |